# Parvamoeba rugata
Parvamoeba rugata is een soort in de taxonomische indeling van de Amoebozoa. Deze micro-organismen hebben geen vaste vorm en hebben schijnvoetjes. Met deze schijnvoetjes kunnen ze voortbewegen en zich voeden. Het organisme komt uit het geslacht Parvamoeba en behoort tot de familie Thecamoebidae. Parvamoeba rugata werd in 1993 ontdekt door Rogerson.